# Rhagophthalmus brevipennis
Rhagophthalmus brevipennis är en skalbaggsart som beskrevs av Leon Fairmaire 1888. Rhagophthalmus brevipennis ingår i släktet Rhagophthalmus och familjen Rhagophthalmidae. Inga underarter finns listade i Catalogue of Life.